# Apostolepis intermedia
Apostolepis intermedia är en ormart som beskrevs av Koslowsky 1898. Apostolepis intermedia ingår i släktet Apostolepis och familjen snokar. Inga underarter finns listade i Catalogue of Life.
Arten förekommer i Brasilien i delstaten Mato Grosso samt i Paraguay. Honor lägger ägg.